# Mariola Fuentes
Pour les articles homonymes, voir Fuentes.
Mariola Fuentes, née le 12 août 1970 à Marbella, est une actrice espagnole.

## Biographie
Elle joue surtout des personnages tragi-comiques. Elle a commencé à être connue en 1997 grâce à un rôle dans le film Perdona bonita, pero Lucas me quería a mí. En 1998, son rôle dans la série de TVE1 A las once en casa était très populaire.

## Films

### Cinéma
- 1994 : Días contados : Artiste de rue
- 1996 : Perdona bonita, pero Lucas me quería a mí : Tere
- 1997 : En chair et en os : Clementina
- 1997 : ¿De qué se ríen las mujeres? : Tábata Montolío
- 1997 : Chevrolet : Rosa
- 1998 : Torrente, le bras gauche de la loi (Torrente, el brazo tonto de la ley) : Milagritos
- 1998 : El grito en el cielo : Mila
- 1998 : Insomnio : Vampire
- 1999 : Manolito Gafotas : Mère de Susana
- 2000 : Sexo por compasión de Laura Mañá : Floren
- 2001 : El cielo abierto : Jasmina
- 2002 : Parle avec elle : Rosa
- 2002 : Poniente : Perla
- 2003 : Trileros : Emma
- 2003 : Dos tipos duros : Reme
- 2003 : Hotel Danubio : Magda
- 2003 : Descongélate ! : Invitée de la fête
- 2005 : Juanita de Tanger : Juanita Narboni
- 2006 : Volando voy : Pepita
- 2007 : Chuecatown : Lola
- 2009 : Étreintes brisées : Edurne
- 2009 : Nacidas para sufrir : Mariana
- 2011 : Los muertos no se tocan, nene : Abelarda
- 2016 : Kiki: l'amour en fête : Mariqui
- 2018 : ¡Ay, mi madre!

#### Courts-métrages
- 1998 : Ver
- 1999 : O me quieres o me mato : Ana
- 2000 : Las buenas intenciones : Carla
- 2006 : Manuela : Manuela
- 2009 : Él nunca lo haría : Mère
- 2013 : Amor de madre : Mère
- 2014 : El amor me queda grande : Mère de Ricardito
- 2015 : Una vez : Ángeles

### Télévision

#### Séries télévisées
- 1994-1995 : Villarriba y Villabajo (25 épisodes)
- 1997 : Todos los hombres sois iguales (saison 1, épisode 22) : Rosi
- 1997-1998 : Médico de familia (11 épisodes) : Raquel
- 1998 : A las once en casa (38 épisodes) : Charito
- 2000-2001 : El grupo (11 épisodes) : Marga Montesinos
- 2001 : 7 vidas (saison 4, épisode 14) : Carmen
- 2004 : Paco y Veva (5 épisodes) : Electra
- 2005-2006 : Mes adorables voisins (31 épisodes) : Cuqui
- 2008 : U.C.O. (2 épisodes) : Pilar Tapia
- 2008 : Hospital Central (3 épisodes) : Natalia
- 2013-2014 : Vive cantando (25 épisodes) : Candela
- 2014 : Fantasmagórica (10 épisodes) : Marga
- 2016 : Centro médico (saison 4, épisode 48)
- 2017 : Indetectables (saison 1, épisode 4) : Hija
- 2018 : Arde Madrid (saison 1, épisode 4) : Lola Flores
- 2018 : El Continental (10 épisodes) : Clara
- 2019 : Et si c'était lui (Lejos de ti) : Ignacia Valverde
- 2019 : Instinto (4 épisodes) : Sonia
- 2020 : Gente hablando (saison 2, épisode 4) : Luisa
- 2020 : Alguien tiene que morir (mini-série) : Rosario
- 2020-2021 : Señoras del (h)AMPA (12 épisodes) : Yoli
- 2021 : Perfect Life (2 épisodes) : Iris
- 2022 : Jusqu'à ce que le sort les sépare : Fátima / Simona

#### Téléfilms
- 1998 : Ma première nuit : Jasmina

## Voix françaises
- Marie-Laure Beneston dans En chair et en os (1997)
- Frédérique Cantrel dans Parle avec elle (2002)
- Daria Levannier dans Quelqu'un doit mourir (2020)